# Ha Tae-yeon
Ha Tae-yeon (ur. 27 marca 1976) – południowokoreański zapaśnik w stylu klasycznym. Olimpijczyk z Atlanty 1996, gdzie zajął siódme miejsce w kategorii 52 kg.
Czterokrotny uczestnik mistrzostw świata, zdobył srebrny medal w 1999. Złoty medal na igrzyskach wschodniej Azji w 1997. Zdobył dwa medale mistrzostw Azji, złoty w 2000 i srebrny w 1996. Czwarty w Pucharze Świata w 1996 roku.